# Respiración holotrópica
La respiración holotrópica es una técnica que utiliza la hiperventilación consciente junto a otros elementos que, de acuerdo con sus promotores, influye sobre el estado físico y mental del individuo y puede lograr efectos psicoterapéuticos positivos como terapia complementaria. La técnica fue diseñada por Stanislav Grof y por su esposa Christina como una forma de provocar estados alterados de conciencia sin el uso de fármacos, supuesto que aún no se ha confirmado. A pesar de las afirmaciones de sus proponentes, las investigaciones científicas sobre la respiración holotrópica han mostrado que no tiene efectos positivos en la salud más allá de los de cualquier técnica de relajación.

## Historia
En la década de los años 1970 en Estados Unidos, el psiquiatra checo Stanislav Grof en el Instituto Esalen desarrolló la teoría de que es posible entrar a estados alterados de conciencia sin la utilización de sustancias. Junto a su esposa Christina, concibió una técnica que «combina la respiración controlada, la música evocativa y otras formas de tecnología del sonido, el trabajo corporal concentrado y dibujos de mandalas» para supuestamente acceder a estados similares a los provocados por sustancias como la psilocibina o el LSD en las psicoterapias psicodélicas. Según Grof:

Su objetivo no es la exploración gradual de los diversos niveles del inconsciente individual, como en las psicoterapias "verbales" occidentales, sino el facilitar una poderosa experiencia transformadora de naturaleza trascendental. Por consiguiente, en muchos sentidos nuestros objetivos terapéuticos están más cerca de las tradiciones chamánicas de curación psicofisiológica que de la mayoría de las psicoterapias verbales occidentales, si bien nuestro enfoque coincide con el de Carl Gustav Jung, en cuanto a que nuestro objetivo es el de facilitar la autocuración del paciente, ayudándole a adquirir conciencia y a integrar los elementos fragmentados del complejo mente-cuerpo.
Stanislav Grof, 1988

El programa Grof Transpersonal Training (GTT) para certificación como facilitador en talleres de respiración holotrópica propone que es posible acompañar procesos psicoterapéuticos positivos al llevar siete módulos formativos de seis días cada uno a lo largo de dos años.

## Eficacia
La investigación científica sobre la respiración holotrópica es escasa y vinculada al campo de la psicología:
- En el artículo de Holmes y colaboradores (1996) se demuestra que "el Grupo de Respiración mostró reducciones significativas en la ansiedad ante la muerte y un aumento de la autoestima en comparación con el Grupo de Terapia".[8]

- El trabajo de Brewerton y sus colaboradores (2012) es un trabajo sobre cuatro pacientes bajo tratamiento donde los autores tratan de demostrar que la respiración holotrópica puede ser una ayuda en los tratamientos para combatir sus adicciones, no como tratamiento que sirva para curar las adicciones por sí solo. No se demuestra que la terapia sea realmente eficaz.[9]

## Contraindicaciones, riesgos y precauciones
La respiración holotrópica está contraindicada para ciertas condiciones físicas, como el embarazo, la epilepsia, la hipertensión, las enfermedades cardíacas y los accidentes cerebrovasculares, y puede no ser adecuada para las personas con antecedentes de psicosis o trastornos graves de la personalidad, ya que la rápida aparición de material reprimido puede abrumar fácilmente tales personas. Además, hay una base de datos muy debatida que sugiere que incluso una hiperventilación leve puede provocar un ataque de pánico en ciertos subconjuntos de pacientes con trastorno de pánico.
El periodista Michael Pollan en su libro Cómo cambiar tu mente menciona que le fue comentado que una persona falleció debido a un aneurisma cerebral generado por la respiración holotrópica.
Finalmente, algunos doctores expresan su preocupación de que el método de Grof presta una insuficiente atención en trabajar e incorporar las experiencias poderosas que pueden surgir en los talleres de respiración holotrópica. El ideal para muchos pacientes puede ser utilizar la respiración holotrópica en un contexto de una terapia en curso, donde se puede integrar material traumático y difícil a lo largo del tiempo.

### Artículos académicos
- Holmes, Sarah W.; Morris, Robin; Clance, Pauline Rose; Putney, R. Thompson (1996). «Holotropic breathwork: An experiential approach to psychotherapy.». Psychotherapy: Theory, Research, Practice, Training (en inglés) 33 (1): 114-120. ISSN 1939-1536. doi:10.1037/0033-3204.33.1.114. Consultado el 13 de marzo de 2019.
- Zaritskiĭ, M. G. (1996). «The use of holotropic breathing in the treatment of chronic alcoholism». Likars'ka Sprava (en ruso) (3-4): 134-136. ISSN 1019-5297. PMID 9035850. Consultado el 13 de marzo de 2019.
- Zimberoff, Diane; Hartman, David (1999). «Breathwork: Exploring the Frontier of "Being" and "Doing». Journal of Heart-Centered Therapies (en inglés) 2 (2). ISSN 1520-5495. Consultado el 13 de marzo de 2019.
- Andritzky, M. (2000). «Holotropic respiration therapy: new ways in psychologic pain therapy». Pflege Zeitschrift (en alemán) 53 (4): 243-5. ISSN 0945-1129. PMID 10969569. Consultado el 15 de marzo de 2019.
- Lahood, Gregg (2007). «From 'Bad' Ritual to 'Good' Ritual: Transmutations of Childbearing Trauma in Holotropic Ritual». Journal of Prenatal & Perinatal Psychology & Health (en inglés) 22 (2): 81. ISSN 1097-8003. Consultado el 13 de marzo de 2019.
- Brewerton, Timothy D.; Eyerman, James E.; Cappetta, Pamela; Mithoefer, Michael C. (2012). «Long-Term Abstinence Following Holotropic Breathwork as Adjunctive Treatment of Substance Use Disorders and Related Psychiatric Comorbidity». International Journal of Mental Health and Addiction (en inglés) 10 (3): 453-459. ISSN 1557-1874. doi:10.1007/s11469-011-9352-3. Consultado el 13 de marzo de 2019.